# 蚵殼港 (桃園市)
蚵殼港，是臺灣桃園市新屋區的一個傳統地域名稱，位於該區西南部。相較於今日行政區，其範圍大致包括蚵間里、深圳里。

## 歷史
台灣清治末期至日治初期，蚵殼港地區為一街庄，稱為「蚵殼港庄」，隸屬於竹北二堡。該庄西北臨台灣海峽，東北隔大坡溪與笨仔港庄為界，東南邊北側較大段與後庄為鄰，東南邊南側較小段隔福興溪與福興庄為界，西南邊亦隔福興溪與後湖庄為界。
1901年（日治明治三十四年）11月，全台廢縣廳改設二十廳，該庄隸屬於桃仔園廳。1903年（明治三十六年），改名桃園廳。1909年（明治四十二年）10月，合併二十廳為十二廳，該庄隸屬不變。1920年（大正九年），廢十二廳改設五州二廳，該庄改制為「蚵殼港」大字，隸屬於新竹州中壢郡新屋庄，大字下有「蚵殼港」、「深圳」小字名。
戰後新屋庄改制為新屋鄉，隸屬於新竹縣，大字亦改制為村。1950年桃、竹、苗分治，新屋鄉改隸屬於桃園縣。2014年12月，桃園縣升格為直轄桃園市，新屋鄉改制為新屋區，村亦改制為里。

## 聚落
本地區發展較早的聚落有羊稠港（羊寮）、蚵殼港、三塊厝、深圳等，在日治期初期的官方地圖上已有記載。此外，本地區尚有金興、蚵間、吳厝、王厝店、深圳頭等聚落。

## 交通
省道台15線：是新北關渡至新竹香山的幹道，大致以北北東—南南西走向，蜿蜒經過蚵殼港地區東北部及東南部邊界地帶。由該道路向北北東，沿途會經過崁頭厝、觀音、大園等地，向南南西則會經過紅毛港、樹林子（坑子口地區北部）、貓兒錠、舊港等地，其中樹林子至貓兒錠南端鳳山溪橋路段，與省道台61線（西部濱海快速公路）共線。
省道台61線：又稱「西部濱海快速公路」，是新北八里至台南安南的快速公路，大致以西北—東南走向，蜿蜒經過本地區西部海岸地帶。本地區路段快速公路主線（高架）不通，僅通兩側平面車道。向東北可前往崁頭厝、大潭後進入主線通車路段，向西南可前往紅毛港、坑子口、貓兒錠後，兩側車道止於鳳山溪橋南岸，並以省道台15線作為代用道路，至香山區浸水橋始續接快速公路主線。
區道桃104線：是蚵間海邊至甲頭屋的道路，其西南側端點位於本地區西南部桃園市、新竹縣交界處的洋寮港橋。由此向東北轉東北東出邊界後，可前往後庄、大坡、社子、東勢的甲頭屋，並止於市道114號路口。
區道桃103線：是海邊至蚵間的道路，其西北側端點位於蚵間聚落西北方海岸地帶的觀海路一段路口，東南側端點位於蚵間聚落東南方的省道台15線路口，中間有與省道台61線、區道桃104線相交。

## 宗教信仰
- 蚵殼港福興宮
- 蚵殼港昭靈宮
- 十五王公廟